# Многопёры
Многопёры (лат. Polypterus(лат. Polypterus) — род примитивных костных рыб из семейства многопёровых, распространённых в пресноводных водоёмах Западной и Центральной Африки.
Питаются многопёры мелкой рыбой, лягушками, беспозвоночными.
Чешуя многопёров известна с верхнеэоценовых отложений Египта.

## Классификация
На май 2019 года в род включают 13 видов:
- Polypterus ansorgii Boulenger, 1910 — Гвинейский многопёр[источник не указан 2085 дней]
- Polypterus bichir Lacépède, 1803 — Нильский многопёр, или бишир
- Polypterus congicus Boulenger, 1898
- Polypterus delhezi Boulenger, 1899 — Многопёр Дельхеза[1]
- Polypterus endlicherii Heckel, 1847
- Polypterus mokelembembe Schliewen & Schäfer, 2006[3]
- Polypterus ornatipinnis Boulenger, 1902 — Конголезский многопёр[1]
- Polypterus palmas Ayres, 1850 — Пальмовый многопёр[1]
- Polypterus polli Gosse, 1988
- Polypterus retropinnis Vaillant, 1899 — Западноафриканский многопёр[источник не указан 2085 дней]
- Polypterus senegalus Cuvier, 1829 — Сенегальский многопёр
- Polypterus teugelsi Britz, 2004
- Polypterus weeksii Boulenger, 1898 — Многопёр Викса[1]

### Вымершие виды
- † Polypterus faraou — верхний миоцен Чада[4]